# Erchin
Erchin é uma comuna francesa na região administrativa de Altos da França, no departamento de Nord. Estende-se por uma área de 5,28 km². Em 2010 a comuna tinha 700 habitantes (densidade: 132,6 hab./km²).